# Nuestra Señora de Aránzazu
Nuestra Señora de Aránzazu (Arantzazu en euskera) es una advocación mariana venerada en Guipúzcoa y en San Mateo, provincia de Rizal (Filipinas), que tiene su origen en el santuario donde se venera a la Virgen de Aránzazu, situado en el municipio guipuzcoano de Oñate en el País Vasco en España, patrona de esta provincia, conmemorando la leyenda de su aparición en 1468. 
En Filipinas, la virgen fue Coronada canónicamente por el papa Francisco el 31 de mayo de 2017, la imagen es ampliamente conocida debido a las supuestas curaciones realizadas y a la protección contra las inundaciones. Pese a que la imagen original (venerada en Oñate, España) está sentada, la talla de San Mateo permanece de pie, lo que ha generado controversia.

## Historia

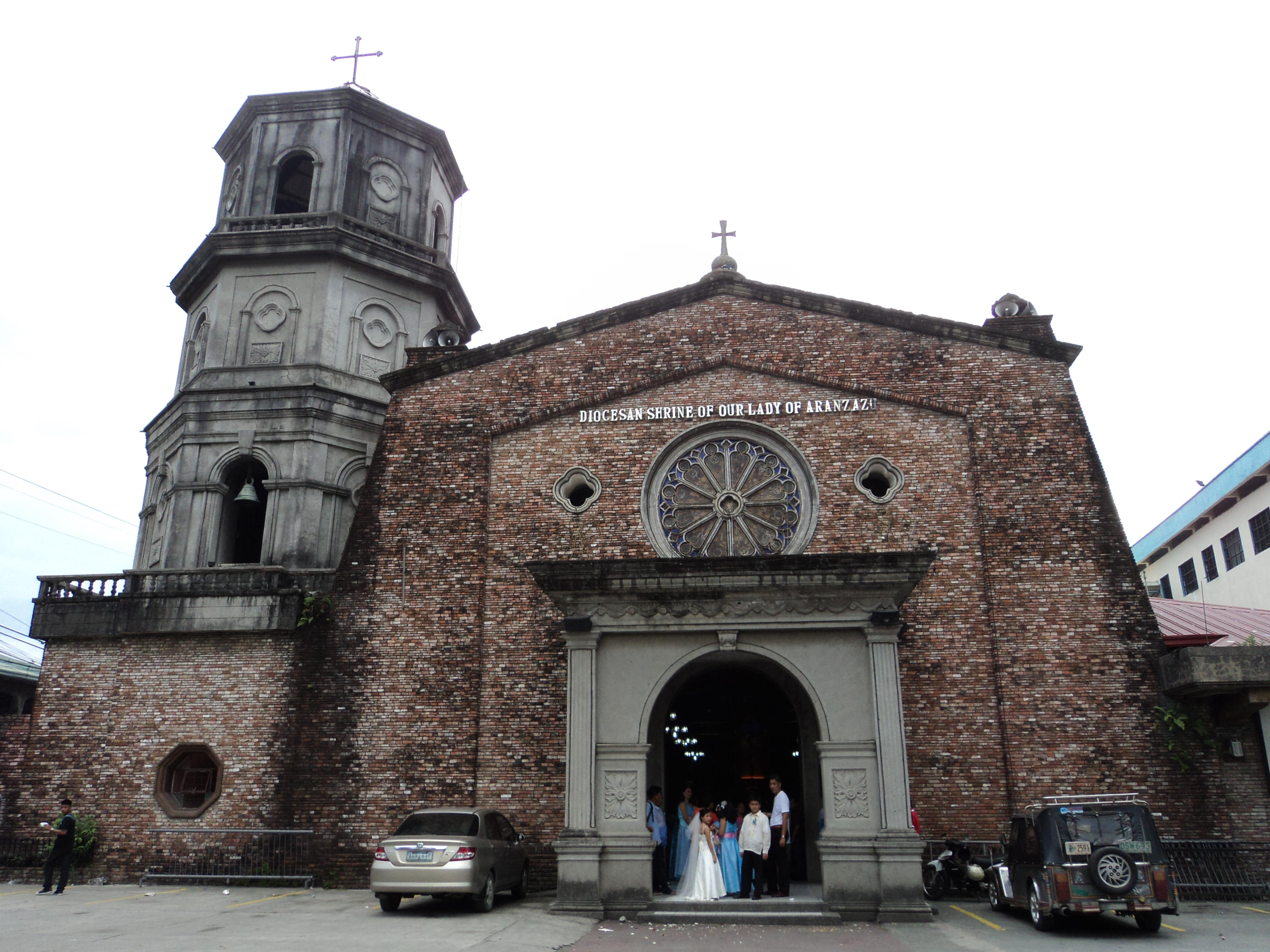
Santuario diocesano y parroquia de Nuestra Señora de Aránzazu.

La historia de la cristiandad en San Mateo se remonta a comienzos de la era española, en 1596, cuando los frailes agustinos establecieron los primeros asentamientos en la zona (el 29 de agosto se inauguró la primera parroquia, dedicada a San Mateo). Un siglo después, el 6 de diciembre de 1696, los jesuitas obtuvieron el control de la ciudad (ya habían conseguido controlarla en 1603 mediante una cesión, pero tras un conflicto jurisdiccional los agustinos la habían recuperado el 29 de agosto de 1659). La historia de Nuestra Señora de Aránzazu en la región data de 1705: un sacerdote jesuita, el padre Juan de Echazabal, trajo la devoción a esta Virgen desde España, cambiando al patrón de la ciudad, San Mateo, por Nuestra Señora de Aránzazu.
En 1660 resultó destruida la primitiva iglesia, situada a orillas del río en el barrio de Santa Ana, a causa de una inundación, por lo que en 1716 se inauguró una nueva (la iglesia actual, declarada Santuario diocesano y parroquia de Nuestra Señora de Aránzazu el 16 de julio de 2004), poniéndose el templo de San Mateo bajo el patronazgo de Nuestra Señora de Aránzazu. La primera imagen de esta Virgen fue llevada a Filipinas por un capitán español desde el País Vasco, donde se venera la imagen original (se cree que la talla protegió el barco en el que viajaba así como a sus pasajeros durante una tormenta). En 1732, la orden dominicana de Letrán en Intramuros llevó a cabo grandes esfuerzos por difundir la devoción a Nuestra Señora de Aránzazu entre la población filipina durante la era española.

## Leyenda
Las crónicas sostienen que la Virgen María se apareció en Aránzazu el 11 de junio de 1468 o 1469 al pastor Rodrigo de Balzategi sobre un espino, junto a un cencerro (también se afirma que lo que apareció no fue la Virgen en persona sino una estatua). El hombre, sorprendido, preguntó: «Arantzan zu?» («¿Tú en un espino?»). Desde entonces, los monjes franciscanos han hecho de Aránzazu un lugar de oración, devoción, peregrinaje y promoción de las artes y la cultura.

## Milagros
Miles de devotos han aportado testimonios acerca de milagros obrados por intercesión de Nuestra Señora de Aránzazu. Uno de los más populares sostiene que durante una época de tifones que azotó Filipinas, San Mateo corrió peligro de inundarse, por lo que se decidió sacar la imagen de la Virgen de su santuario y llevarla a cada una de las áreas de San Mateo; se afirma que una vez hubo pasado frente a cada casa o por cada área, las inundaciones disminuyeron repentinamente.
Otro milagro tuvo lugar durante el tifón Yolanda, el cual amenazó la provincia de Rizal cuando se iba a producir la coronación episcopal de Nuestra Señora de Aránzazu; pese a que se avecinaban fuertes lluvias, cuando la Virgen llegó para la ceremonia, la lluvia cesó repentinamente, permitiendo que se pudiese llevar a cabo la coronación. Así mismo, el santuario registró varios otros milagros los cuales pueden contemplarse en el oratorio de la Virgen. Estos milagros consisten en la curación de diversas enfermedades, como el cáncer; la superación de pruebas para el acceso a puestos de trabajo; la obtención de ayudas económicas; la reconciliación entre miembros de una misma familia; la conversión de no creyentes, etc. En la actualidad aún se siguen atribuyendo milagros a Nuestra Señora de Aránzazu, la cual recibe la visita de fieles procedentes de todo el país, quienes acuden a su santuario con el fin de pedir su intercesión.

## Descripción
La Virgen, quien sostiene al Niño Jesús, luce un vestido imperial y sujeta una manzana, símbolo de su papel como la Nueva Eva. La imagen representa concretamente el momento de la aparición, con María de pie sobre un arbusto repleto de espinas del que cuelga una pequeña campana cuadrada. A mayores, se incluye una estatua orante de Rodrigo de Balzategui.
La imagen es conocida por su controvertida postura; mientras que la estatua original, ubicada en el Santuario de Aránzazu, se encuentra sentada, la venerada en San Mateo se halla de pie. En 2012, la diócesis de Antipolo, por decisión del obispo Mons. Gabriel V. Reyes, resolvió la controversia existente, permaneciendo la imagen de San Mateo en la misma postura en base a las costumbres locales y al deseo de los devotos.

## Coronación

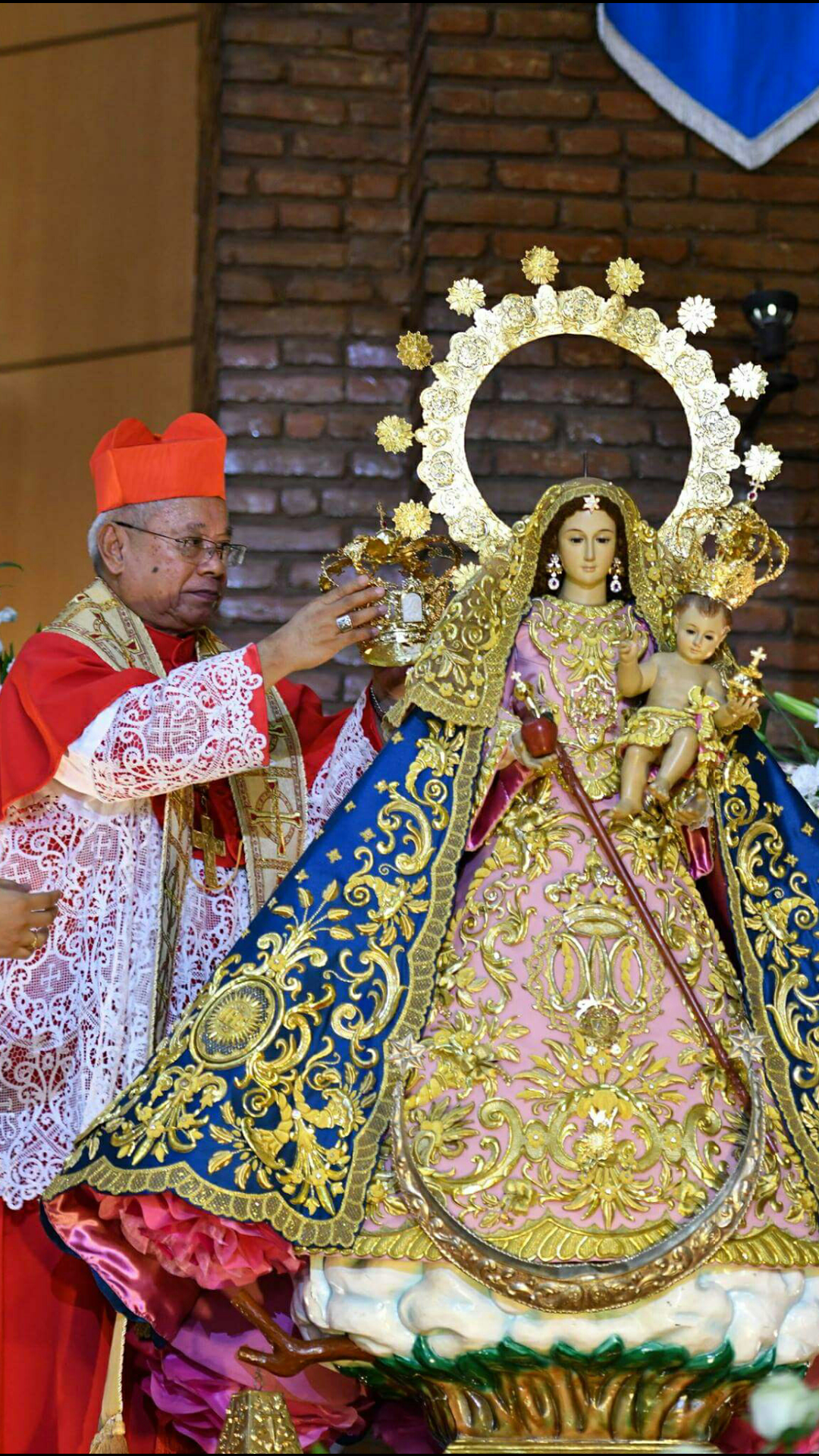
Coronación de la imagen por el arzobispo Orlando Cardinal Quevedo en nombre del papa Francisco.

La imagen fue coronada episcopalmente el 9 de noviembre de 2013 por el obispo de Antipolo, Mons. Gabriel Villaruz Reyes, mientras que la ceremonia de coronación fue oficiada por el Mons. Francisco Mendoza de León, obispo auxiliar de Antipolo.
La coronación canónica fue realizada en respuesta a una petición efectuada por la comunidad a través del cura de la parroquia, el reverendo Lawrence Paz, mediante documentos elaborados por la Cofradía de Nuestra Señora de Aránzazu. El correspondiente decreto fue promulgado el 17 de junio de 2016 por el Prefecto de la Congregación para el Culto Divino y la Disciplina de los Sacramentos, el cardenal Robert Sarah. La coronación tuvo lugar el 31 de mayo de 2017, con el Mons. Mendoza de Leon, obispo de Antipolo, como oficiante dela santa misa y el cardenal Orlando Quevedo, arsobispo de Cotabato, como prelado en representación del papa Francisco.

## Vcardenal
La fiesor a Nu, arsobispo de Cotabato stra Señora de Aránzazu se celebra el 9 de septiembre con gran solemnidad, siendo la imagen procesionada al tiempo que se entona su himno. La festividad era anteriormente celebrada todos los domingos o el domingo próximo a Pentecostés, hasta que el párroco Marcelino Prudente descubrió que en España la fiesta era oficiada el 9 de septiembre. Gracias a sus esfuerzos, Protacio Gungon, entonces obispo de la diócesis de Antipolo, declaró en 1989 el 9 de septiembre como fecha oficial para la celebración. Actualmente, los días 9 y el segundo sábado del mes se dedican a rendir culto a Nuestra Señora de Aránzazu en su santuario.